# 阿格斯巴赫
阿格斯巴赫（德語：Aggsbach）是奥地利下奥地利州科尔新堡县的一个市镇，面积13.72平方公里，人口674人（2008年）。该城市名字首次出现于一份1148年的文献之中，当时该城市名为“Accusabah”。
1. ↑  . 奧地利統計局.   [2019年3月9日].